# حاسي الغلة
حاسي الغلة هي إحدى بلديات ولاية عين تموشنت الجزائرية التابعة إقليميا لدائرة العامرية.

## أعلام
- كريم ماروك